# Goldlacke
Goldlacke är en sjö i Österrike.   Den ligger i förbundslandet Steiermark, i den östra delen av landet, 160 km sydväst om huvudstaden Wien. Goldlacke ligger 2 056 meter över havet.
I omgivningarna runt Goldlacke växer i huvudsak blandskog. Runt Goldlacke är det ganska glesbefolkat, med 50 invånare per kvadratkilometer.